# 海江田準一郎

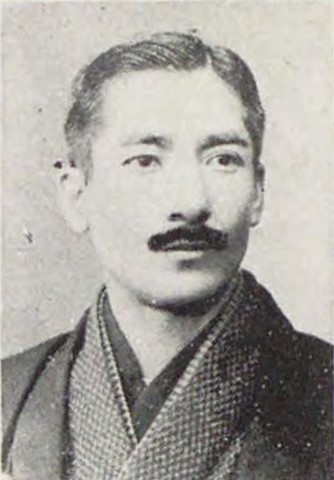
海江田準一郎

海江田 準一郎（かいえだ じゅんいちろう、1881年（明治14年）10月23日 - 1935年（昭和10年）12月22日）は、明治末から昭和前期の実業家、政治家。貴族院多額納税者議員、衆議院議員（1期）、陸軍歩兵少尉。

## 経歴
海江田平治の長男として鹿児島県日置郡市来郷湊村（西市来村、市来町を経て現いちき串木野市）に生まれる。1906年（明治39年）に慶應義塾大学部法律科を卒業。同年、一年志願兵として陸軍に入隊し、陸軍歩兵少尉で除隊した。西市来村会議員を経て、日置郡米穀商同業組合長、海江田銀行頭取、明正社、鹿児島化学研究所、日本橋商事各取締役、東海化学工業監査役などを務めた。
1914年（大正3年）鹿児島県多額納税者として補欠選挙で貴族院多額納税者議員に互選され、同年9月7日から、1918年（大正7年）9月28日まで1期在任。1920年（大正9年）の第14回衆議院議員総選挙にて鹿児島四区から選出され、政友本党に所属した。

## 親族
- 父：海江田平治（貴族院多額納税者議員）[3]